# Hybomitra tarandina
Hybomitra tarandina är en tvåvingeart som först beskrevs av Carl von Linné 1758.  Hybomitra tarandina ingår i släktet Hybomitra och familjen bromsar.
Artens utbredningsområde är Norge. Arten är reproducerande i Sverige. Inga underarter finns listade i Catalogue of Life.